# Gracilodes angustipennis
Gracilodes angustipennis är en fjärilsart som beskrevs av M.Gaede 1940. Gracilodes angustipennis ingår i släktet Gracilodes och familjen nattflyn. Inga underarter finns listade i Catalogue of Life.